# UTC-3:30
UTC-3:30 е часово отместване използвано единствено в Канада.
- Канада
  - Нюфаундленд
  - Лабрадор – югоизточните части